# Aranka György (író)
Aranka György (Szék, 1737. szeptember 15. – Marosvásárhely, 1817. március 11.) magyar művelődésszervező, történész, író, költő, filozófus, esztéta.
A marosvásárhelyi királyi táblánál dolgozott; hivatali tevékenységein túlmenően nyelvműveléssel, történelemmel, irodalommal, filozófiával foglalkozott. Egész működése a felvilágosodás jegyében zajlott; az ember fő feladatát az elme művelésében látta. Az ismeretlen nevű kolozsvári szabadkőműves páholy tagjaként központi szerepet játszott az Erdélyi Magyar Nyelvmívelő Társaság és a hozzá kapcsolódó Kéziratkiadó Társaság megalapításában és működtetésében. Kazinczy Ferenchez hasonlóan levelezésben állt korának legtöbb irodalmárával és irodalomkedvelőjével, valamint számos történésszel. Drámafordításaival a kolozsvári színjátszás ügyét igyekezett előmozdítani; II. Richárd-fordítástöredéke az első ismert magyar Shakespeare-fordítás. Történészként egy nagyszabású kézirata maradt fenn a székelyek, illetve a három erdélyi nemzet történetéről, nyelvművelőként egy értelmező szótár összeállítását tervezte, amelyből egy elméleti alapvetés és próbaszócikkek készültek el. Költőként és filozófusként nem alkotott kiemelkedőt, de ilyen írásaival is előmozdította a művelődés ügyét.

## Élete
A család őse, Zágoni Aranka Balázs református pap 1679-ben nyert nemességet. Apja az azonos nevű erdélyi református püspök volt, anyja Bonyhai Simon Mária.
A gimnáziumot Marosvásárhelyen végezte, a bölcseletet és jogtudományokat a nagyenyedi református kollégiumban tanulta, ahová 1753. május 27-én iratkozott be. Lelkészi pályára készült, de miután egy prédikáció során elvétette a Miatyánkot, más pályát kellett választania. 1764-től a marosvásárhelyi királyi tábla elnöke, gróf Nemes Ádám mellett írnokként dolgozott. 1766-tól átkerült báró Domokos Antal ítélőmesterhez, majd Cserei Mihály ítélőmesterhez, majd Székely Dávid ítélőmester mellett lett iktató. A kor szokásai szerint az ítélőmester mellett inasi munkát is kellett végeznie, ugyanakkor alkalma nyílt a francia és német nyelv elsajátítására. Elkísérte Székely Dávidot Bécsbe, és kihallgatást nyert Mária Terézia magyar királynőtől, aki pártfogásáról biztosította különösen akkor, ha vállalja a római katolikussá áttérést, Aranka azonban ezt alázatosan elhárította.
Bécsben belépett a Zur gekrönten Hoffnung (A megkoronázott Reményhez) szabadkőműves páholyba, de 1780-ban már a nagyszebeni Szent András páholy tagjaként szerepelt. 1790-ben, amikor a gubernium átkerült Kolozsvárra, itt új páholy alakult (neve nem maradt fenn) magyar tagsággal, és ebben Aranka György kiemelt szerepet töltött be, egyes vélemények szerint feltehetőleg alapítója volt. A páholy kezdeményezése volt egy nyelvművelő illetve kéziratkiadó társaság megalakítása, amely így fontos közreműködője lett a 18. századi erdélyi művelődésnek. A Martinovics-per után 1795 júniusában a birodalom összes páholyát, így az erdélyieket is betiltották, azonban Aranka továbbra is részt vett a titkos összejöveteleken, és csak 1801-ben lépett ki.
1778-ban beteg szeme miatt saját kérésére számfeletti ülnökké, 1787-ben törvényszéki közbíróvá, végül 1796. november 29-én a királyi táblán rendes ülnökké nevezték ki. Az állandó hivatali kötelezettségei mellett több ügyben a kormány megbízottjaként járt el, többek között a székely határőr katonaság felállításánál, Geréb József Torda vármegyei főbíró zsarolási ügyében, a borgói román határőrség és a gróf Bethlen család közötti perben, az 1788-as marosi református zsinaton, az 1791-es országgyűlés jegyzőkönyveinek ellenőrzésénél és véglegesítésénél, 1803-ban egy törvénytelen egyházi esketés ügyében. 1804-től könyvvizsgálóként is működött.
Idős korában visszavonult a szervezőmunkától, Köteles Sámuel filozófia előadásait látogatta Marosvásárhelyen, és maga is filozófiával foglalkozott. 79 éves korában egy otthoni baleset okozta halálát. 1817. március 13-án temették el a marosvásárhelyi református temetőben.

## Munkássága

### Művelődésszervezés

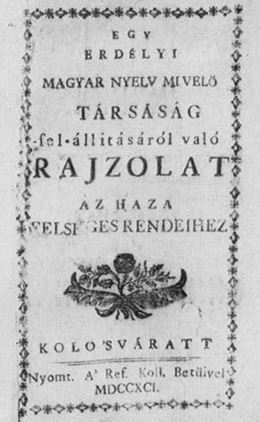
Egy erdélyi magyar nyelvmivelő társaság felállításáról való rajzolat a haza felséges rendeihez

Legjelentősebb művelődésszervezői tevékenysége: a már Bod Péter által felvetett tudós társaság gondolatát a felvilágosodás szellemében kezdte megvalósítani. 1785 és 1817 között a legtöbb erdélyi és magyarországi tudóssal, íróval és irodalombaráttal illetve erdélyi szász tudósokkal levelezett irodalmi, történeti és nyelvészeti kérdésekben; ebbéli tevékenysége a Kazinczyéhoz hasonlítható. Programja Egy erdélyi magyar nyelvmivelő társaság felállításáról való rajzolat a haza felséges rendeihez címmel 1791-ben jelent meg, ugyanezt részletesen is kifejtette A magyar nyelvmivelő társaságról ujabb elmélkedésben (1791). Fizetésének egy tizedét felajánlotta a nyelvművelő társaság alapítására. Az Erdélyi Magyar Nyelvmívelő Társaság létrehozását az 1791. évi országgyűlés elfogadta, de az uralkodó nem hagyta jóvá az alapításról szóló törvénycikket. Aranka ezért 1793-ban Próba Nyelvművelő Társaságot hozott létre, hogy „a míg amaz országos megindulhat, addig annak helyes, célra vivő eszközei megismertessenek, a célszerű módok megpróbáltassanak, a jó elmék és munkás kezek egybeköttetésbe hozatván az ismeretek és igyekezetek hasznos és ártatlan utaira vezéreltessenek, szóval: ez kicsinyben az legyen, a mi az akar lenni nagyban.” Aranka György 1798-ig volt a társaság titkára, őt Teleki Mihály követte, majd 1801-től a társaság 1806-os megszűnéséig ismét Aranka. A Nyelvművelő Társaság eleinte azonos mértékben foglalkozott a nyelvműveléssel és történetkutatással, 1796 után a történetkutatás, 1801-től a természettudományok terjesztése váltak hangsúlyossá. A társaság darabok fordításával támogatta a kolozsvári színészetet, maga Aranka is részt vett ebben a munkában.
Szintén 1791-ben kezdeményezte az erdélyi történeti emlékek kiadására alapítandó társaságot is (Az erdélyi kézírásban lévő történetírók kiadására felállítandó társaságnak rajzolatja). A Kéziratkiadó Társaság meg is alakult 1791 májusában Bánffy György kormányzó pártfogásával, nagyjából a Próba Nyelvművelő Társaság tagságával, de csak pár kötetet sikerült kiadnia. Benkő József gyűjtése alapján kiadták az erdélyi történelem forrásainak gyűjteményét (Scriptores rerum Transilvanicarum. I–II. Szeben, 1792–1800); ugyanakkor Aranka megakadályozta a Benkő által kiadásra előkészített tíz forrásmunka megjelenését.

### Filozófia
A felvilágosodás jellegzetes képviselőjeként az elme művelését tartotta az ember fő feladatának. Noha korábbi írásaiban is foglalkozott az ember–természet–Isten kapcsolatával, rendszeres filozófiával csak idős korában kezdett foglalkozni. Köteles Sámuel előadásain ekkor ismerkedett meg Kant, Platón, Descartes, Leibniz filozófiájával. Saját rendszert nem alkotott, elmélkedéseit maga is csak kezdeménynek, „a böltselkedések elejinek” nevezte.

### Nyelvészet
A Nyelvművelő Társaság ismert nyelvészeti tárgyú írásai javarészt Aranka tollából származnak. Foglalkoztatta egy értelmező szótár készítése; ehhez kapcsolódó elméleti írásai és szótári próbacikkei maradtak fenn. A jó szótár követelményeiről című írásában vázolja a készítendő szótár tartalmát: a magyar nyelv összes szava mellett szükségesnek tartja feltüntetni az idegen szavakat, régies és tájnyelvi szavakat, szaknyelvi kifejezéseket, tulajdonneveket.

### Történetírás
A Nyelvművelő Társaság első kiadványában tette közzé Az erdélyi kézírásban lévő történetíróknak újabb és bővebb lajstromát, amely összegezte saját forráskutatásait, illetve a levelezőtársaitól szerzett adatokat. Ezt a munkát a hazai történetírás előkészületének tekintette: „Bizonyos az is, hogy az egész nemzet viselt dolgainak és az haza történeteinek illö pennával magyar nyelven való egész kidolgozása még hátra vagyon, és a kézírásoknak egybeszedések s kiadások a végre egy olyan eszköz, mint egy rakott tárháznak bégyűjtése és kinyitása egy pompás asztalnak készítésére.” Már 1794-től foglalkozott a székelyek történetével, ezen belül Kászonszék önállósulását és a marosszéki tisztségeket kutatta. 1796-tól a társaság központi témái a Csíki székely krónika illetve August Ludwig von Schlözer Kritische Sammlungen zur Geschichte der Deutschen in Siebenbürgen című könyvére adandó válasz voltak. Aranka 1811-ben készült el nagyszabású művének kéziratával, amelyben tárgyalja a székelyek eredetét és szokásait, a három erdélyi nemzet történetét, illetve kritizálja Schlözer művét.

## Műveinek jegyzéke

### Nyomtatásban megjelent művei
- Felséges József császár nagy-erdélyi dicsőséges fejedelemségének és Nagy-Erdély arany idejének elkezdődött órái. Szeben, 1781.[13]
- Anglus és magyar igazgatásnak egyben-vetése. Kolozsvár: Hochmeister, 1790.[14]
- Egy erdélyi magyar nyelvmívelő társaság felállításáról, való rajzolat az haza felséges rendeihez; Kolozsvár, 1791.[13]
- Az erdéllyi kéz írásba lévő történet írók ki adására fel álítandó társaságnak rajzolattya a' három nemzetbéli méltóságos fő rendekhez. Kolozsvár: Hochmeister, 1791.[14]
- Az erdélyi kézirásban tevő történetiróknak esztendőszám szerint való lajstroma; Kolozsvár, 1791.[13]
- Erdéllyi magyar nyelvi-mívelő társaság : újjabb elmélkedés. Kolozsvár, 1791.[14]
- Hogy a' nemzeti nyelvnek ki pallérozása és kimivelése egy hazában igen hasznos, és a'nak minden jo hazafiaira, 's léányira nézve érzékeny dolog légyen, azt az Europai Keresztény Nemzeteknek szembe tünö példái bizonyitják. [1794 körül][15]
- Levél az erdélyi magyar társaság nevében. Kolozsvár, 1795.[13]
- 1. A magyar nyelv tulajdonságairól. II. Az igéknek formapéldái. III. Minémünek kell egy jó Nyelv-Mesternek lenni ? (A Magyar Nyelvmívelő Társaság Munkáinak első darabjában.) Nagyszeben, 1796.[16]
- Apró munkáji. I. darab. (1. Ember, világ, isten. Egy philosophiai elmélkedés. 2. A' Templomról. Egy erkölcsi elmélkedés. 3. 1804. krónikája) Maros-Vásárhely: Református Kollégium. 1805.[14]
- Elme játékjai. Nagyvárad, 1806. (versek)[17]
- Horváth országi bán nagy méltóságú maros némethi groff Gyulay Ignátz ... tiszteletére. Marosvásárhely: Református Kollégium. 1806. (Névtelenül.)[14]
- A' nemes magyar országi fel-ültt nemességhez. Pest: Landerer, 1807.[14]
- Két elmélkedés: A böltselkedésnek igen közönséges történetei. Hol áll az ma? – A természet esmérete rajzolatjának kitsiny táblája. Kolozsvár: Református Kéllégium, 1810.[15]
- Két értekeződés: I. Az 1809-ik esztendőnek eltemetése. II. Gubernátor Hunyady Jánosról... melyben megbizonyittatik, hogy nem volt szerelem gyermeke. Kolozsvár: Református Kéllégium, 1811.[14]
- Három értekezés Hunyadi Székely János törvényes ágyból lett születésének bebizonyítására; írta Zágoni Aranka György, Kazinczy Ferenc, Kriebel János, jegyz. Ponori Thewrewk József; Landerer, Pozsony, 1825
- Elmélkedés a magyar szótárról. (1791-92). In: Éder Zoltán: Benkő József nyelvészeti munkássága és az Erdélyi Magyar Nyelvművelő Társaság. Budapest: Akadémiai. 1978. 243–248. o. ISBN 9630513838[18]
- A szem szó és származékai. A szótári próbacikkekből I. (1791-92). In: Éder 1978. 248–254. o.[* 3] [19]
- Az egy szó és származékai. A szótári próbacikkekből II. (1791-92). In: Éder 1978. 254–257. o.[18]
- A jár-kél és származékai. A szótári próbacikkekből III. (1792-93). In: Éder 1978. 257–260. o.[18]
- Tiszti szójegyzék. A szótári próbacikkekből IV. (1791-92). In: Éder 1978. 260–263. o.[18]
- A nyelvhasználati különbségekről I. (1791-92) és II. (1792). In: Éder 1978. 263–272. o.[18]
- A jó szótár követelményeiről. (1795-96). In: Éder 1978. 275–284. o.[18]
- Aranka György erdélyi társaságai; vál., bev., jegyz. Enyedi Sándor, szöveggond. Ugrin Aranka; Szépirodalmi, Bp., 1988 (Ritkaságok)
- Csíki Székely Krónika. Budapest: Magyar Ház. 2000. ISBN 9638608927[15]
- Csíki székely krónika; Európai Idő, Sepsiszentgyörgy, 2004
- "...tsekély vélekedésem szerént..." : Aranka György nyelvműveléssel és erkölcstannal foglalkozó írásai; sajtó alá rend. Dávid Péter, Bíró Annamária; Szeged: Szegedi Tudományegyetem Klasszikus Magyar Irodalmi Tanszék, 2007 ISBN 978 963 482 855 6[15]
- Aranka György Erdély-története. Sajtó alá rend. Biró Annamária. Kolozsvár: Erdélyi Múzeum-Egyesület. 2010 ISBN 9786068178097[15]
- Aranka György levelezése; sajtó alá rend. Biró Annamária, latin nyelvű levelek átiratait áznézte, források kész. Rédey-Keresztény János; Debreceni Egyetemi Kiadó, Debrecen, 2024– (Magyar írók levelezése)
  - 1. 1767–1794;

### Kéziratban maradt művei
- A székely nemzetről.[13]
- Schlötzer magyar sértegető munkájának az erdélyi szászokról megczáfolása.[13]
- Honnan neveztetett Erdély németűl Siebenbürgennek.[13]
- Az erdélyi vajdák, kik szolnokmegyei ispánok voltak, melyik Szolnoknak voltak ispánjai?[13]
- Hora támadásának története, akkori levelekben és irományokban.[13]
- Magyar dalok és deák versek. 3 füzet.[13]
- Versei. Ádám atyánk nőtelen fiának. 1798-ban.[13]
- Grammatikai jegyzetei Gessner fordítására.[13]
- Beszélgetések. Két ember, Id. Gróf Toldalagi László és Báro Szilágyi Sámuel filozófiai beszélgetése a boldogságról. 1801.[20]
- Elmélkedés a jóról és a rosszról. Mi a morál gondolatja? mellette mi a virtus? 1801.[21]
- Nem igazmondás Hazugságé vagy nem? 1803.[21]
- Az Énről. Egy fejtegető visgalodás. 1807.[21]
- Az Ember Esmérete Rajzolattyának Táblája. 1808.[21]
- A' Bölcselkedés Eleji a' Természetnek rövid Esmérete. 1809.[21]
- Élet Leczkéji. 1814.[21]
- Filozófiai elmélkedések az emberről, az erkölcsről. 1814.[21]

### Nyomtatásban megjelent fordításai
- Charles Drelincourt(wd): A' keresztyén léleknek halál' félelmei ellen való orvosságai, némelly bóldog ki-múlásra való szükséges készületekkel. Pozsony: Landerer, 1775.[15]
- Charlotte Antoinette de Bressey: Júlia' levelei Ovidiushoz (németből, regény). Kassa: Ellinger, 1790. [22]
- Giuseppe Parini: A napnak négy részei jeles példája a városban (szatirikus költemény). Hely és év nélkül, valószinűleg Kassán, 1790-ben jelent meg. [23]
- Victor de Gingins Moiry: A’ Budai Basa (franciából). Bécs: Alberti, 1791[24]
- Charles-Georges Fenouillot de Falbaire de Quingey(wd): Ujj módi gonosztévő. A' fiui szeretetnek jeles példája (franciából, színjáték). Bécs, 1791.[25]
- II. Frigyes: Az igazgatás formáiról, és az uralkodók kötelességeiről, edgy próba a II. Fridrik prussiai király munkái közül : fordítás a' 6dik darabból. (államelméleti mű). Kolozsvár: Püspöki Ny. 1791.[* 4][26]
- Catullus versei. Budapest: Európa. 1978. ISBN 9630712210[15]

### Kéziratban maradt fordításai
- Magyar eredeti történet irok I. Darab Béla K. Notáriussa és Brassai Kronika, Béla király notáriussa’ magyarok verselt dolgai az Hét Kapitányok v. Vezérek alatt Belae regis notarius. (latinból, Anonymus krónikája) [27]
- Shakespeare: II. Richárd (töredék, Wieland nyomán németből).[* 5][28]
- Seneca: Erkölcsi levelek. 1. levél (latinból). 1799.[29]
- Berzeviczy Gergely: De commercio et industria Hungariae (latinból, közgazdasági mű). 1800.[30]
- Versfordítások[31]

## Emlékezete

Aranka György szobra Marosvásárhelyen (Gyarmathy János alkotása, 2008)

A Kemény Zsigmond Társaság már 1934-ben mozgalmat indított emlékmű állítására Aranka György jeltelen sírján, s 1937-ben Kováts Benedek Erdély Kazinczyja című előadásával emlékezett még a tudós nyelvművelő születésének 200. évfordulójáról.
Gazdag kézirathagyatékának és levelezésének részei Budapesten az Országos Levéltárban, az Országos Széchényi Könyvtár és a Magyar Tudományos Akadémia kézirattárában, Kolozsváron az Egyetemi Könyvtárban és a Román Akadémia Levéltárában, a Kolozs megyei állami levéltárban, kisebb részben más levéltárakban és magángyűjteményekben találhatóak.
Aranka életművének felmutatása Jancsó Elemér érdeme. Aranka György című tanulmánya a Kristóf-emlékkönyvben (Kolozsvár, 1939; újraközölve Irodalomtörténet és időszerűség, 1972. 138–168.) felelevenítette a gazdag hagyományt, majd az 1947-ben kiadott Aranka-levelezés és az Akadémiai Könyvkiadónál Az Erdélyi Magyar Nyelvmívelő Társaság iratai (1955) cím alatt megjelent forrásmű az ő filológiailag alapos gondozásában tette hozzáférhetővé a felvilágosodás korának nagy erdélyi örökségét.
A Bukarestben székelő Filológiai Tudományok Társasága magyar osztályának felállítása és működésének megkezdése alkalmából Jancsó Elemér A fény századának üzenete (Korunk, 1971/10) c. alatt idézte újra Aranka emlékét, hivatkozva 180 évvel azelőtt megjelent felhívásának tanulságaira s arra a párhuzamos fejlődésre, mely az erdélyi magyar nyelvművelést kezdettől fogva a román Ioan Piuariu-Molnar és a szász Martin Hochmeister hasonló törekvéseiben gyökerező művelődési mozgalmakkal tette rokonná.
2001. június 20-án és 2002. június 28-án Kolozsváron az Egyed Emese vezette kutatócsoport minikonferenciát szervezett Aranka munkásságával kapcsolatban.
2008-ban szobrot állítottak a tiszteletére Marosvásárhelyen, Gyarmathy János bronzból készült alkotását.
Aranka György nevét vette fel a Marosvásárhelyen alakult Aranka György Irodalmi Kör (1969), a széki Aranka György Alapítvány (1992), a marosvásárhelyi Aranka György-Mentor Könyvesbolt (1994), valamint a kolozsvári Georgius Aranka Társaság (2004), 1994-ben felmerült egy Marosvásárhelyen létesítendő, Aranka Györgyről elnevezett egyetem gondolata, de a terv nem valósult meg.
Budapest II. kerületében, Rézmálon 1898-ban utcát neveztek el róla (Aranka utca).